# 陆正耀
陆正耀（英語：Charles Lu，1969年7月—）是一位企业家和投資者。

## 生平
1969年出生于福建屏南县长桥镇长新村，1991年毕业于北京科技大学自动化系工业电气自动化专业。毕业后在石家庄做了两年的公务员，1993年辞职到中关村创业，2007年成立神州租车并担任董事长。2010年毕业于北京大学工商管理硕士。2014年9月神州租车在香港上市。2015年1月上线神州专车平台。2016年1月成立神州优车公司，将神州专车平台纳入旗下。2016年7月神州优车正式在新三板挂牌上市。2017年作为聯合創始人，为神州前營運長钱治亚创建的瑞幸咖啡提供前期资金，并受邀担任瑞幸咖啡的非执行董事长。
2022年，在瑞幸咖啡陷入财务造假风波后，陆正耀宣布再次进入咖啡行业，创立库迪咖啡。2023年11月，陆正耀再创立茶饮品牌“茶猫”。

## 争议
2019年5月，陆正耀带领瑞幸咖啡成功在美国纳斯达克上市。2020年1月31日，知名做空机构浑水发布匿名做空报告，质疑瑞幸咖啡财务造假和商业模式存在缺陷。瑞幸咖啡在2月3日发布简短声明，否认做空报告全部质疑。但4月2日，瑞幸咖啡发布公告称，公司COO刘剑及几名员工伪造财务数据，在2019年第二季度至第四季度共伪造22亿元交易额。公告发布后，引发了投资者对神州系的信任危机，包括瑞幸咖啡（LK.O）、神州租车（0699.HK）、神州优车（838006.OC）在内的神州系上市公司股价分别暴跌76%、54%和22%。
2021年3月5日，上海浦银安盛资产管理有限公司向北京市第一中级人民法院申请将陆正耀列为被执行人，执行标的为9.36亿元人民币。7月19日，因陆正耀未按执行通知书指定的期间履行生效法律文书确定的给付义务，法院对其采取限制消费措施。